# Балка Бонче
Ба́лка Бо́нче — лісовий заказник місцевого значення в Україні. Об'єкт розташований на території Новомиргородського району Кіровоградської області, на південь від села Оситняжка. 
Площа 62 га. Статус присвоєно згідно з рішенням Кіровоградської обласної ради № 56 від 21.02.1991 року. Перебуває у віданні ДП «Оникіївський лісгосп» (Новомиргородське лісництво, кв. 5). 
Статус присвоєно для збереження лісового масиву, що зростає на дні та схилах балки. У деревостані переважають акація біла, гледичія колюча.